# Епархия Версаля

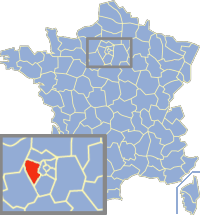
Географическое расположение епархии Версаля

Епархия Версаля (лат.  Dioecesis Versaliensis) — епархия Римско-Католической церкви с центром в городе Версаль, Франция. Епархия Версаля распространяет свою юрисдикцию на территорию департамента Ивелин. Епархия Версаля входит в митрополию Парижа. Кафедральным собором епархии Версаля является церковь святого Людовика.

## История
29 ноября 1801 года Римский папа Пий VII выпустил буллу Qui Christi Domini, которой учредил епархию Версаля, выделив её из архиепархии Парижа и упразднённой епархии Шартра.
6 октября 1822 года епархия Версаля передала часть своей территории воссозданной епархии Шартра.
9 октября 1966 года епархия Версаля епархия Версаля передала часть своей территории епархиям Корбея (сегодня — Епархия Эври-Корбей-Эсона), Кретея, Нантера, Понтуаза и Сен-Дени.

## Ординарии епархии
- епископ Луи Шарье де Ла Рош (9.04.1802 — 17.03.1827);
- епископ Этьен-Жан-Франсуа Бордери (29.03.1827 — 4.08.1832);
- епископ Луи-Мари-Эдмон Бланкар де Байёль (10.09.1832 — 3.03.1844) — назначен архиепископом Руана;
- епископ Жан-Никез Гро (3.03.1844 — 13.12.1857);
- епископ Жан-Пьер Мабиль (23.01.1858 — 7.05.1877);
- епископ Пьер-Антуан-Поль Гу (14.07.1877 — 29.04.1904);
- епископ Шарль-Анри-Селестен Жибье (21.02.1906 — 3.04.1931);
- епископ Бенжамен-Октав Ролан-Гослен (3.04.1931 — 12.04.1952);
- епископ Александр-Шарль Ренар (19.08.1953 — 28.05.1967) — назначен архиепископом Лиона;
- епископ Луи-Поль-Арман Симонно (30.09.1967 — 4.06.1988);
- епископ Жан-Шарль Тома (4.06.1988 — 11.01.2001);
- епископ Эрик Мари Пьер Анри Омонье (11.01.2001 — по настоящее время).

## Источник
- Annuario Pontificio, Libreria Editrice Vaticana, Città del Vaticano, 2003, ISBN 88-209-7422-3
- Булла Qui Christi Domini, Bullarii romani continuatio, XI, Romae 1845, стр. 245—249  (лат.)